# Іштван Добо
Барон Іштван Добо з Руської (угор. Ruszkai báró Dobó István, близько 1502–1572, Середнє, Угорське королівство, нині Україна)— угорський військовий, який прославився героїчним захистом Еґерської фортеці проти турецьких військ в 1552 році.

## Біографія
Іштван Добо народився в селі Середнє, тепер Україна, походив із знатної руської  родини  Дубів звісної з XIII століття, в подальшому прізвище як і рід були мадяризовані. Іштван Добо народився в селищі Середнє, тепер Україна. Родина походила з північної Угорщини, з села Руська (словацьк.: Ruská, угор. Dobóruszka), розташоване зараз у Східній Словаччині на кордоні з Україною, на південний захід від Ужгорода, навпроти українського села Паладь-Комарівці. Син Домокоша Добо (Domokos Dobó) і Жофії (Софії) Цекеі (Zsófia Cékei). Один з шістьох дітей цієї пари (Ференц, Ласло, Іштван, Домокош, Анна і Каталіна). Дружиною Іштвана Добо була Шара Шуйок, на якій він одружився 17 жовтня 1550 року. Згодом у них народилися діти Ференц та Христина. 1526 року— незабаром після злощасної битви під Мохачем— Домокошу-старшому був за бойові заслуги наданий Середнянський замок в Підкарпатській Русі. Домокош Добо реконструював та укріпив замок. Іштвану тоді було близько 24 років.
У розпаленій після Мохача громадянській війні Іштван Добо підтримував Фердинанда I (короля Чехії та Угорщини з 1526) в його боротьбі за престол Святого Іштвана— проти Яноша I (Івана) Заполья, воєводи Трансільванії, що став васалом Османської імперії.
В 1549 році Добо призначений капітаном (начальником гарнізону) фортеці Еґер. Капітан Іштван Добо прославився 1552 року, відстоявши Еґер і не відступивши перед набагато більшими за чисельністю військами турків. При обороні Еґерської твердині 9 вересня— 18 жовтня 1552, разом з 2100 захисниками, капітан успішно протистояв натиску 80-тисячного турецького війська, чим зірвав план наступу турків на Відень. У нагороду Фердинанд I передав у дар капітану Добо трансильванські замки Дева (Déva, нині Дева в Румунії) та Самошуйвар (Szamosújvár, нині Герла в Румунії).

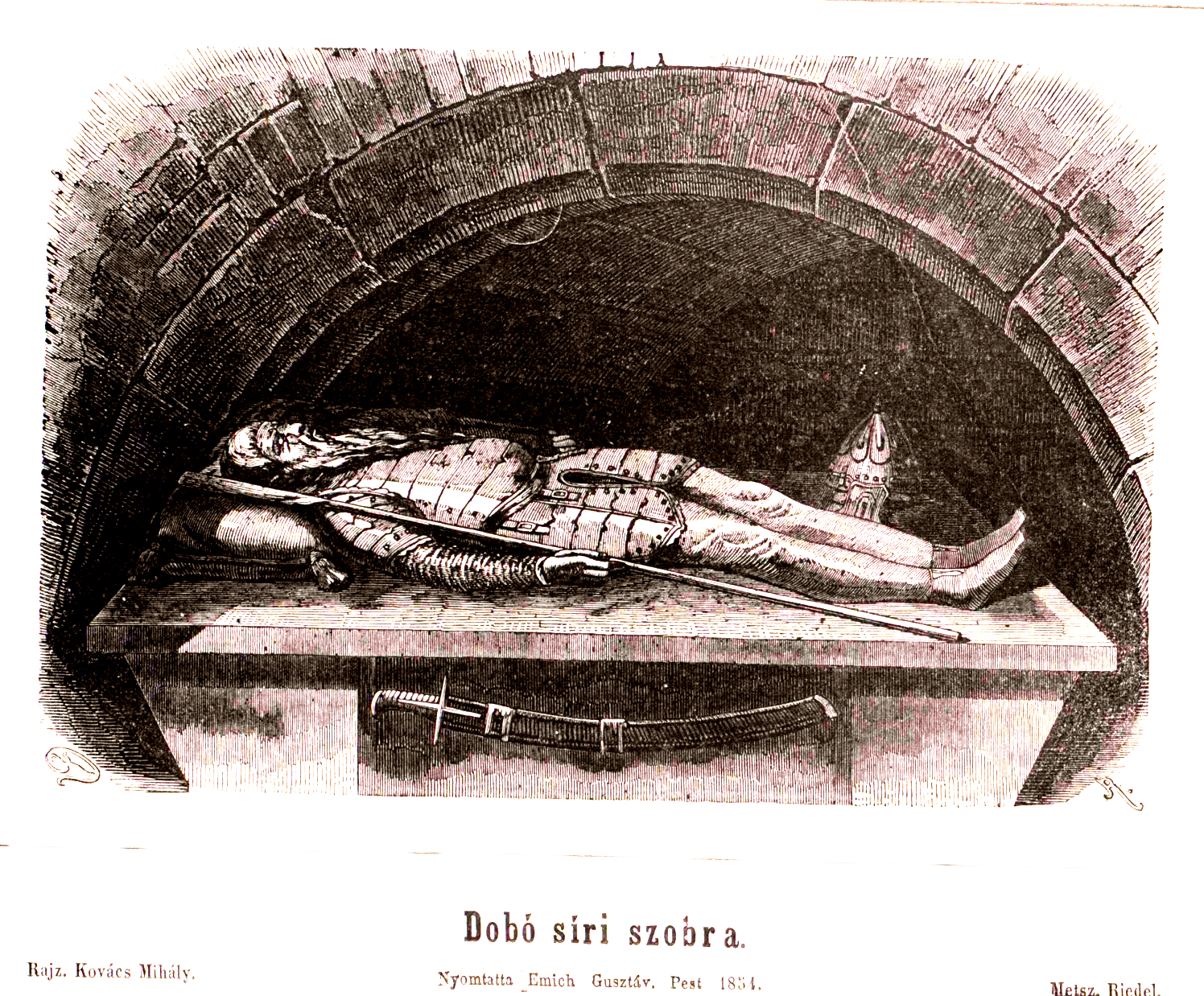
Гробниця Іштвана Добо

В 1553 році Добо був призначений воєводою Трансільванії. Коли Трансільванія від'єдналася в 1556 році від Угорщини— Добо, як компенсацію за втрату Діви і Самошуйвара, отримав у володіння замок Лева (Léva, нині Левице в Словаччині).
А незабаром— звинувачений у зраді короля— Добо кілька років провів в ув'язненні в Пожоні (зараз Братислава— столиця Словаччини). Тюремні роки підірвали його здоров'я. Незабаром після звільнення Добо оселився у Середнянській домінії, біля Середнянського замку, де і помер у віці 72 років. Був похований у селі Руська (словацьк.: Ruská) зараз Словаччина. Потім— перепохований в Угорщині у м. Еґер.

## Пам'ять нащадків

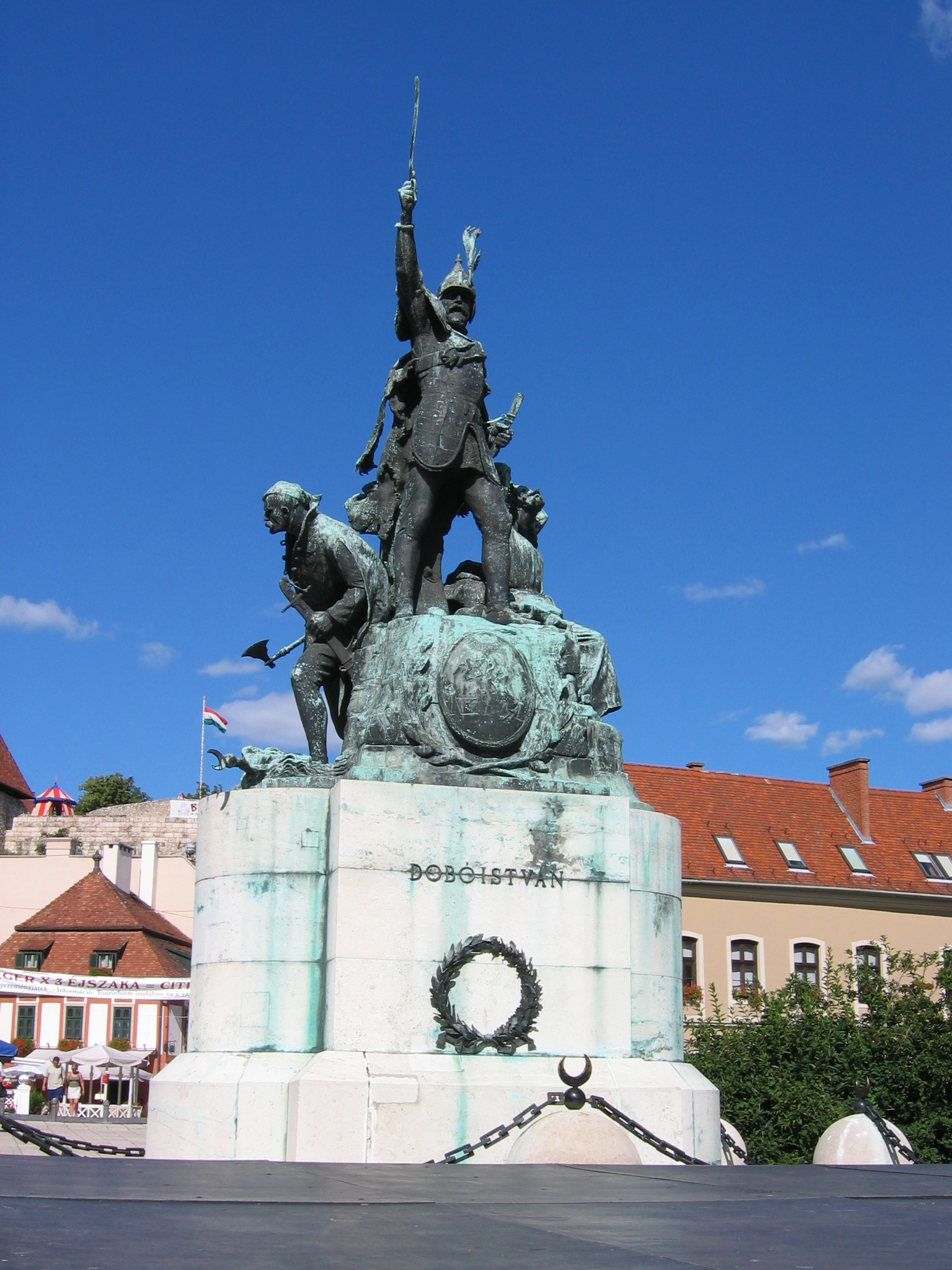
Пам'ятник Іштвану Добо в місті Еґер

Доблесному захисту фортеці Еґер присвячений роман Гези Гардоні «Зірки Еґера», написаний в 1901 році і який незабаром став бестселером. 1968 року роман був екранізований (у головній ролі— Імре Шинкович).
В 1907 році в Еґері був відкритий пам'ятник капітану Іштвану Добо. Він являє собою красиву скульптурну групу, яка зображує самого Добо, що стоїть з оголеною шаблею в руках, а також інших захисників Еґерської фортеці. Пам'ятник розташований на високому мармуровому п'єдесталі та виглядає дуже урочисто. Пам'ятник прикрашає собою центральну міську площу, яка також носить ім'я Іштвана Добо.
9 січня 2014 року в закарпатському селищі Середньому відкрили меморіальну дошку на честь родини Добо. Двомовну меморіальну дошку створив закарпатський скульптор Михайло Белень, в рамках проекту угорського МЗС «Збереження угорських пам'ятних місць». Вона була відкрита в присутності Генерального консула Угорщини в Ужгороді Іштвана Бочкаї. У Середньому також планують відкрити музей Іштвана Добо.